# Konklawe 1314–1316
Konklawe 1 maja – 24 lipca 1314 / 26 czerwca – 7 sierpnia 1316 – konklawe, które wybrało Jana XXII na następcę Klemensa V. Okazało się drugą pod względem długości papieską elekcją w historii (najdłuższa była Papieska elekcja 1268–1271). Było ono wyjątkowe także dlatego, że przez większą część ponad dwuletniej sediswakancji jego obrady były zawieszone.

## Śmierć Klemensa V
Klemens V, pierwszy papież okresu „niewoli awiniońskiej”, zmarł 20 kwietnia 1314 w Roquemaure w diecezji Carpentras w południowej Francji, nigdy nie odwiedziwszy jako papież Rzymu ani Włoch. Głównymi wydarzeniami jego pontyfikatu były Sobór w Vienne oraz proces i kasata zakonu templariuszy. Drogą znaczących ustępstw zdołał załagodzić konflikt między Stolicą Apostolską a królem Francji Filipem IV Pięknym, sięgający jeszcze pontyfikatu Bonifacego VIII (1294-1303). Zakończył także konflikt z rodem Colonna, przywracając godność kardynalską Pietro Colonnie i Giacomo Colonnie. Będąc uległym wobec króla Francji, mianował kardynałami niemal wyłącznie Francuzów (jedynym wyjątkiem był Anglik Thomas of Jorz). Cechował go przy tym nepotyzm na skalę dotychczas niespotykaną – aż siedmiu swoich krewnych mianował kardynałami, w tym czterech na konsystorzu 15 grudnia 1305, więcej niż którykolwiek z jego poprzedników w ciągu całego pontyfikatu.
Mimo okazywanej królowi Francji uległości, Klemens V odmówił potępienia Bonifacego VIII, czego król się domagał. Kanonizował papieża Celestyna V, poprzednika Bonifacego VIII, którego ten (jeszcze jako kardynał) skłonił do abdykacji, a następnie (już jako papież) uwięził, wbrew życzeniom Filipa IV nie ogłosił go jednak męczennikiem.

## Lista uczestników
W konklawe wzięło udział 23 spośród 24 kardynałów:
- Niccolò Alberti OP (nominacja kardynalska: 18 grudnia 1303) – kardynał biskup Ostia e Velletri; komendatariusz kościoła prezbiterialnego S. Prassede; prymas Świętego Kolegium Kardynałów
- Berenger Fredol (15 grudnia 1305) – kardynał biskup Tusculum; penitencjariusz większy
- Arnaud de Falguières (19 grudnia 1310) – kardynał biskup Sabiny
- Guillaume de Mandagot CanReg (23 grudnia 1312) – kardynał biskup Palestriny
- Arnaud d’Aux (23 grudnia 1312) – kardynał biskup Albano; kamerling Świętego Kościoła Rzymskiego
- Jacques d’Euse (23 grudnia 1312) – kardynał biskup Porto e Santa Rufina
- Nicolas de Fréauville OP (15 grudnia 1305) – kardynał prezbiter S. Eusebio; protoprezbiter Świętego Kolegium Kardynałów
- Arnaud Nouvel OCist (19 grudnia 1310) – kardynał prezbiter S. Prisca; komendatariusz kościoła prezbiterialnego S. Lorenzo in Damaso; wicekanclerz Świętego Kościoła Rzymskiego
- Berenguer Fredol (23 grudnia 1312) – kardynał prezbiter Ss. Nereo ed Achilleo; kamerling Świętego Kolegium Kardynałów
- Michel du Bec-Crespin (23 grudnia 1312) – kardynał prezbiter S. Stefano al Monte Celio
- Guillaume Teste (23 grudnia 1312) – kardynał prezbiter S. Ciriaco alle Terme; komendatariusz kościoła prezbiterialnego S. Clemente
- Guillaume Godin OP (23 grudnia 1312) – kardynał prezbiter S. Cecilia
- Vital du Four OFM (23 grudnia 1312) – kardynał prezbiter Ss. Silvestro e Martino; komendatariusz kościoła prezbiterialnego S. Croce in Gerusalemme
- Raymond de Saint-Sever OSB (23 grudnia 1312) – kardynał prezbiter S. Pudenziana
- Napoleone Orsini Frangipani (16 maja 1288) – kardynał diakon S. Adriano; protodiakon Świętego Kolegium Kardynałów; archiprezbiter bazyliki watykańskiej
- Guglielmo de Longhi (18 września 1294) – kardynał diakon S. Nicola in Carcere Tulliano; komendatariusz kościoła prezbiterialnego Ss. XII Apostoli
- Giacomo Caetani Stefaneschi (17 grudnia 1295) – kardynał diakon S. Giorgio in Velabro; komendatariusz kościoła prezbiterialnego S. Maria in Trastevere
- Francesco Caetani (17 grudnia 1295) – kardynał diakon S. Maria in Cosmedin
- Giacomo Colonna (12 marca 1278/15 grudnia 1305) – kardynał diakon bez tytułu; komendatariusz kościoła prezbiterialnego S. Lorenzo in Lucina; archiprezbiter bazyliki liberiańskiej
- Pietro Colonna (16 maja 1288/15 grudnia 1305) – kardynał diakon bez tytułu; archiprezbiter bazyliki laterańskiej
- Arnaud de Pellegrue (15 grudnia 1305) – kardynał diakon S. Maria in Portico; komendatariusz kościoła prezbiterialnego Ss. Giovanni e Paolo
- Raymond Guillaume des Farges (19 grudnia 1310) – kardynał diakon S. Maria Nuova
- Bernard de Garves (19 grudnia 1310) – kardynał diakon S. Agata; komendatariusz diakonii S. Maria in Domnica

Szesnastu elektorów mianował Klemens V, dwóch Bonifacy VIII, dwóch Mikołaj IV, po jednym Mikołaj III, Celestyn V i Benedykt XI. Szesnastu było Francuzami, a siedmiu Włochami.

## Nieobecny
Jeden włoski kardynał mianowany przez Bonifacego VIII.
- Luca Fieschi (2 marca 1300) – kardynał diakon S. Maria in Via Lata; komendatariusz diakonii Ss. Cosma e Damiano

## Konstytucja „Ne Romani”
W trakcie obrad Soboru w Vienne w 1311 Klemens V ogłosił konstytucję Ne Romani, która doprecyzowywała pewne reguły dotyczące konklawe. Miało się ono odbywać w tej diecezji, w której zmarł poprzedni papież. Władza kardynałów w trakcie sediswakancji została znacząco ograniczona, z wyjątkiem kardynała kamerlinga oraz penitencjariusza większego. Ponadto stanowiła ona, że w celu uniknięcia groźby schizmy, kardynałowie na których ciążą kary kościelne winni być dopuszczeni do udziału w konklawe. Odnosiło się to do przypadku kardynałów Pietro i Giacomo Colonnów, którzy zostali wykluczeni z dwóch poprzednich konklawe z powodu ekskomuniki nałożonej na nich przez Bonifacego VIII.

## Podziały w Kolegium Kardynałów
Święte Kolegium było podzielone na trzy partie:
- stronnictwo „italskie” – grupujące kardynałów włoskich (Orsini, Alberti, Caetani Stefaneschi, Francesco Caetani, Longhi, Pietro i Giacomo Colonna oraz nieobecny kardynał Fieschi). Pragnęli oni jak najszybszego powrotu do Rzymu.
- stronnictwo „gaskońskie” – grupujące najbliższych współpracowników Klemensa V, którzy opowiadali się za pozostaniem we Francji i dążyli do zachowania swojej uprzywilejowanej pozycji. Frakcja ta liczyła 10 spośród 16 francuskich kardynałów, w większości pochodzących z Gaskonii (stąd nazwa), w tym czterech krewnych Klemensa V (Pellegrue, des Forges, Garves i d’Aux) i sześciu innych jego bliskich współpracowników (Falguières, Nouvel, Teste, du Four, Raymond i Godin)
- stronnictwo „galijskie” – grupujące sześciu pozostałych kardynałów francuskich (Berenger i Berenguer Fredol, Freauville, d’Euse, Bec-Crespin, Mandagot). Zajmowali oni pozycję pośrednią między dwoma poprzednimi – chcieli z jednej strony skończyć z dominacją Gaskończyków, ale z drugiej nie spieszyło im się z powrotem do Włoch.

## Zgromadzenie wyborcze w Carpentras 1314
Kardynałowie zebrali się na konklawe 1 maja 1314 roku w Carpentras. Przez blisko trzy miesiące trwały zacięte spory o to, czy nowy papież powinien wracać do Rzymu (za czym optowali Włosi), czy też pozostać przez jakiś czas we Francji (czego pragnęli Francuzi z obydwu stronnictw). Szczególnie ostro ścierali się Gaskończycy i Włosi. W lipcu do Carpentras przybyli dwaj bratankowie Klemensa V: wicehrabia Lomagne Bertrand de Got i Rajmund Wilhelm de Budos. Celem ich wizyty było rzekomo zabranie ciała zmarłego papieża, w rzeczywistości jednak chcieli oni wymusić wybór sprzyjającego im kandydata. Groźby kierowane przez nich i gaskońskich kardynałów wobec Włochów doprowadziły do całkowitego fiaska konklawe. W Carpentras wybuchły walki pomiędzy wojskami wicehrabiego Lomagne a zbrojnymi strażami włoskich kardynałów. Kiedy w budynku obrad wybuchł pożar, zgromadzenie wyborcze uległo całkowitemu rozproszeniu. 24 lipca 1314 włoscy kardynałowie pospiesznie opuścili Carpentras, tracąc przy tym znaczną część swoich pieniędzy i klejnotów na rzecz krewnych zmarłego papieża. 10 września 1314 Włosi zebrali się w Valence i wydali manifest obwiniający Gaskończyków za fiasko elekcji i wzywający do przeniesienia konklawe do Rzymu. Krótko potem, 29 listopada 1314, zmarł król Francji Filip IV Piękny.

## Konklawe w Lyonie 1316
Nowy król Francji Ludwik X Kłótliwy po swojej koronacji powierzył swemu bratu Filipowi de Poitiers ponowne zebranie kardynałów i doprowadzenie do wyboru nowego papieża. Filipowi nie udało się jednak to zadanie przez cały rok 1315, zbyt silne były bowiem antagonizmy w Kolegium Kardynalskim. Dopiero kiedy Filip sam wstąpił na tron królewski w 1316 (jako Filip V) za pomocą drastycznych środków zdołał zebrać wszystkich kardynałów (oprócz Fieschiego) i zamknął ich w klasztorze dominikańskim w Lyonie. Tam 26 czerwca 1316 roku wznowiono obrady konklawe. Burzliwe dyskusje trwały jeszcze przez 40 dni. Włosi popierali kandydatury Guillaume’a de Mandagot i Arnauda d’Aux, Gaskończycy głosowali na Arnauda Pellegrue, a Francuzi na biskupa Tusculum Berengara Fredola. Żaden z tych kandydatów nie mógł jednak uzyskać większości. Wobec braku możliwości porozumienia zaczęła zwyciężać opcja pontyfikatu „przejściowego”. Zwrócono uwagę na starego, 72-letniego kardynała d’Euse. Jako przedstawiciel partii „galijskiej” nie należał do żadnego ze skrajnych stronnictw, a jego podeszły wiek i słabe zdrowie zdawały się gwarantować, że będzie panował bardzo krótko. Wszystko to czyniło go idealnym kandydatem kompromisowym. O jego zwycięstwie zadecydowała postawa partii włoskiej.

## Wybór Jana XXII
7 sierpnia 1316, po ponad dwuletniej sediswakancji, kardynał Jacques d’Euse, biskup Porto e Santa Rufina, został wybrany na papieża i przyjął imię Jan XXII. Niepełna miesiąc później, 5 września 1316 został uroczyście koronowany w klasztorze dominikanów w Lyonie przez kardynała Napoleone Orsini Frangipani. Mimo podeszłego wieku i słabego zdrowia jego pontyfikat okazał się najdłuższy w XIV stuleciu i przyczynił się do stabilizacji papiestwa w Awinionie.